# Drapeau du Bhoutan
Le drapeau national du Bhoutan (en dzongkha : འབྲུག་ཡུལ་རྒྱལ་དར) est l'un des symboles nationaux du Bhoutan. Le drapeau représente un dragon oriental (druk en dzongkha, la langue bhoutanaise) issu de la mythologie bhoutanaise. Il fait allusion au nom dzongkha du Bhoutan – Druk Yul (འབྲུག་ཡུལ་, 'brug yul, littéralement « Pays du Dragon » ou « Royaume du Dragon ») – ainsi qu'à la lignée Drukpa du bouddhisme tibétain, qui est la religion dominante du Bhoutan.
Le premier modèle de drapeau date de 1947 ou 1949 et figure le dragon, vert, sur un fond carré divisé en deux champs égaux, l'un orange, l'autre rouge. Une deuxième version, avec un dragon blanc, est introduite en 1956, basée sur des photos de son prédécesseur de 1949. Dans les années 1950 puis 1960, le positionnement du dragon et modifié, les dimensions du drapeau sont changées pour qu'il flotte mieux, et le rouge est remplacé par l'orange. La version actuelle date de 1969. L'Assemblée nationale du Bhoutan adopte un code du drapeau en 1972 pour formaliser la stylisation du drapeau et les conditions de son emploi.

## Histoire

Reconstitution possible du drapeau du Bhoutan de 1949 à 1956, sur la base de photographies de la signature du traité indo-bhoutanais.

La date de création du premier drapeau national pourrait remonter à 1947, un drapeau ayant été requis pour la participation du Bhoutan à la Conférence des relations asiatiques qui se tint à New Delhi en mars-avril 1947. D'après la reine mère Kesang Choden Wangchuck, la création du drapeau serait l’œuvre de sa mère Mayeum Choying Wangmo Dorji. Mais, selon un ouvrage du Centre pour les études tibétaines, le premier drapeau national est créé, à l'initiative du roi Jigme Wangchuck, pour servir lors de la signature d'un traité entre le Bhoutan et l'Inde en 1949.
Ce drapeau carré est bicolore, divisé en deux du coin de drisse inférieur au coin flottant supérieur. Le triangle supérieur est jaune et le triangle inférieur est rouge. Au centre du drapeau, un dragon vert est orienté parallèlement au battant, faisant face au flottant. Sa couleur verte se rapporte à la référence traditionnelle et religieuse du dragon turquoise (ག་ཡུའབྲུག་སྔོནམ, yu druk ngon). Ce drapeau est brodé par le peintre de cour Taw Taw originaire de Pesiling dans le district de Bumthang. Un drapeau similaire a été installé derrière le trône dans la salle de l'Assemblée nationale à Rinpung Dzong en 1959. Un drapeau analogue mais avec le dragon orienté en diagonale est placé derrière le trône dans la salle de l'Assemblée nationale désormais à Thimphou.
Un deuxième modèle de drapeau carré est conçu par des fonctionnaires travaillant au secrétariat du roi Jigme Wangchuck, dans le cadre d'une visite de ce dernier dans l'est du pays en 1956. Il est élaboré sur la base d'une photographie du premier drapeau disponible dans les documents du traité indo-bhoutanais de 1949. La couleur du dragon est changée pour le blanc. Des petits drapeaux sont fixés sur la selle d'un cheval sur dix du convoi et un grand drapeau de six pieds carré est hissé dans le camp chaque soir au son du clairon.
À la fin des années 1950, ce drapeau est modifié à la suite d'une visite au Bhoutan du responsable politique indien basé à Gangtok en Inde. Il est remarqué que le drapeau carré ne flotte pas de la même manière que le drapeau rectangulaire indien aux dimensions 2:3 et ces dimensions sont dès lors retenues. De même, pour éviter que le dragon ne soit face à la terre en étant hissé, son orientation est modifiée pour la diagonale, parallèlement à la division oblique. En 1968 ou 1969, Jigme Wangchuck fait changer la couleur rouge pour l'orange.

## Description
Le drapeau actuel est divisé en deux champs égaux par une ligne diagonale du coin de drisse inférieur au coin flottant supérieur. Le triangle supérieur est jaune et le triangle inférieur est orange. Suivant la ligne de démarcation se trouve un grand dragon blanc faisant face au flottant. Le dragon tient un joyau dans chacune de ses griffes.

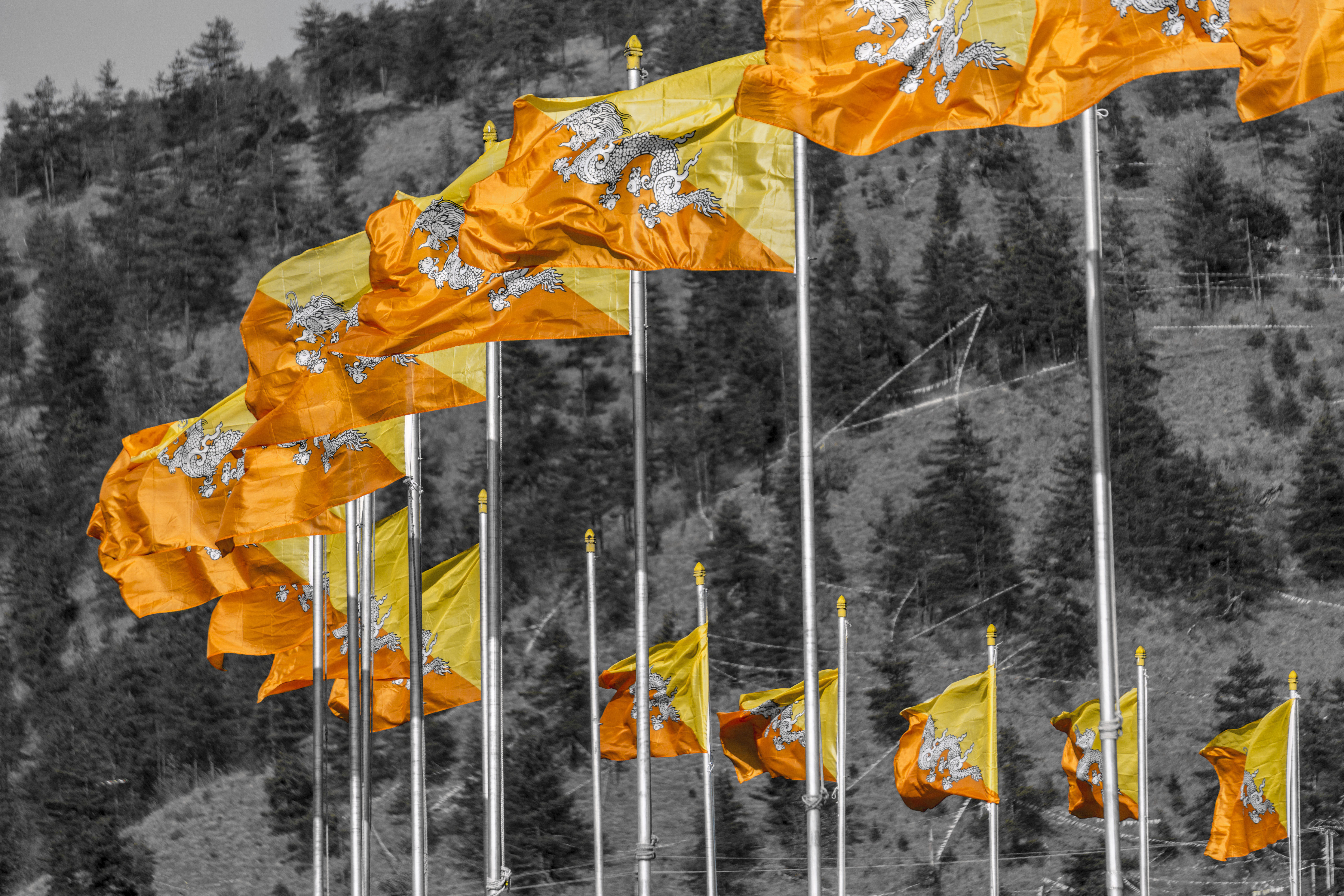
Drapeaux bhoutanais à Thimphou

Les dimensions du drapeau doivent maintenir un rapport de 3:2.
Les tailles suivantes ont été déclarées standard par le gouvernement du Bhoutan :
- 21 pi × 14 pi (6,4 × 4,3 m)
- 12 pi × 8 pi (3,7 × 2,4 m)
- 6 pi × 4 pi (1,8 × 1,2 m)
- 3 pi × 2 pi (0,9 × 0,6 m)
- 9 po × 6 po (23 × 15 cm), pour drapeaux de voiture.

## Symbologie
Selon la résolution 28 de la 36e session de l'Assemblée nationale tenue le 8 juin 1972, et tel que réaffirmé dans la Constitution de 2008, le jaune signifie la tradition civile et l'autorité temporelle incarnées par le Druk Gyalpo, le roi dragon du Bhoutan, dont le costume royal comprend traditionnellement un kabney (écharpe) jaune,,. La moitié orange représente la tradition spirituelle bouddhiste, en particulier les écoles Drukpa Kagyu et Nyingmapa,. La couleur rouge que l'orange a remplacé se réfère plus strictement aux enseignements du Dharma sur les fondements desquels le roi gouverne.
Le dragon s'étend au centre du drapeau sur la ligne entre les couleurs. Son emplacement signifie l'égale importance des traditions civiques et monastiques dans le royaume de Druk (Bhoutan) et évoque la force du lien sacré entre le souverain et le peuple,. Le dragon blanc signifie la pureté des pensées et des actes intérieurs qui unissent tous les peuples ethniquement et linguistiquement divers du Bhoutan,. Les bijoux tenus dans les griffes du Druk représentent la richesse et la perfection du pays.

## Réglementation de l'usage
Le 8 juin 1972, l'Assemblée nationale du Bhoutan a approuvé la résolution 28, mettant en vigueur les règles du drapeau national rédigées par le Cabinet,. Les règles comportent huit dispositions couvrant la description et le symbolisme de la couleur, des champs et des éléments de conception du drapeau, ainsi que sa taille. D'autres règles, complexes, concernent le protocole du drapeau, y compris les endroits et occasions appropriés pour arborer le drapeau et qui peut arborer le drapeau sur les voitures.
Le drapeau doit susciter autant de respect que l’État bhoutanais et le chef de l’État. Aucun autre drapeau ne doit être placé plus haut que le drapeau bhoutanais. Il ne peut pas être utilisé comme emballage, couverture ou comme substitut à d'autres matériaux en tissu. Il ne doit pas toucher le sol ou être hissé en mauvais état. S'il est abîmé, il doit être soigneusement rangé ou brûlé. Exceptionnellement, le drapeau peut être utilisé pour draper les restes d'un défunt, mais uniquement ceux de hauts fonctionnaires de l'État tels que des ministres ou des militaires. Le dessin du drapeau ou des éléments de celui-ci ne peuvent être imprimés sur des objets ou être employés sur des logos commerciaux.
Les règles de 1972 prévoient également que chaque dzongkhag hissera le drapeau national. Lorsqu'il n'y a pas de dzongkhag, le drapeau national sera hissé devant le bureau du principal fonctionnaire du gouvernement. Les fonctionnaires au-dessus du rang de ministre sont autorisés à arborer le drapeau à leur résidence à condition qu'ils n'habitent pas à proximité de la capitale. Un seul grand drapeau peut être hissé dans la capitale et dans les lieux où résident le roi et les hauts dirigeants du Royaume.
La tradition consistant à faire flotter le drapeau national devant les bureaux du gouvernement n'existait pas au Bhoutan avant 1968, mais a été décrétée comme une pratique courante par le Druk Gyalpo après que son secrétariat ait été transféré de la ville de Taba à Tashichho Dzong cette année-là.